# Émile Gardaz
Émile Gardaz (* 29. August 1931 in Échallens, Kanton Waadt; † 19. Dezember 2007 in Lausanne) war ein Schweizer Radiomoderator und Schriftsteller.

## Leben
Émile Gardaz begann 1959 beim Westschweizer Radio, nach Studien der Literatur- und Rechtswissenschaften an der Universität Lausanne. Bereits 1956 hatte er sich einen Namen als Texter des Chansons Refrain gemacht, mit dem Lys Assia den ersten Concours Eurovision de la Chanson Européenne gewann. Er schrieb rund 600 Liedtexte, dazu Erzählungen, Theaterstücke, Hörspiele und Kolumnen.
Seine Tochter Sophie Gardaz (* 1962) ist als Schauspielerin und Regisseurin tätig. Gardaz starb 2007 in seinem Domizil in Lausanne.

## Werke
- Frères comme ça, 1970
- Le pays d’Echallens, 1977
- Passerelle des jours. Soixante mois de poésie pour accompagner des photographies de Marcel Imsand, 1981
- Neuchâtel en eaux douces. Le lac de Neuchâtel, 1981
- Croix du Sud, 1985
- Le moulin à sable, 1985
- L’horizon réclamé,  1986
- Les petites boréales. Gedichte, 1990
- Contes courants, 1994
- La courte échelle. Gedichte, 1995
- La clé du temps, 1995
  - Der Schlüssel der Zeit, 1996, ISBN 2-88012-076-4
- Escales au pays. L’oreille à la porte, 1997
- Fête du blé et du pain, 1998
- Echallens: passé simple, 1998
- Gros de Vaud, 1999